# Buchen (Odenwald)
Buchen (Odenwald) ist eine Stadt im Neckar-Odenwald-Kreis im Norden von Baden-Württemberg. Sie gehört zur europäischen Metropolregion Rhein-Neckar. Buchen gehörte im Mittelalter zu Kurmainz und war bis 1973 Kreisstadt des aufgelösten, landwirtschaftlich geprägten Landkreises Buchen.

## Geographie

### Lage und Naturraum
Buchen liegt in der Metropolregion Rhein-Neckar am Übergang zwischen dem südöstlichen Odenwald und dem Bauland auf 250 bis 500 m ü. NHN, im Dreieck der Großstädte Mannheim, Würzburg und Heilbronn.
Buchen grenzt im Norden an den Landkreis Miltenberg in Unterfranken, dann schließen sich im Uhrzeigersinn folgende Gemeinden des Neckar-Odenwald-Kreises an: Walldürn, Rosenberg, Osterburken, Seckach, Limbach und Mudau.
Das Gemeindegebiet gehört zum Naturpark Neckartal-Odenwald und dem Geo-Naturpark Bergstraße-Odenwald und wird vom Obergermanisch-Raetischen Limes durchzogen.

### Bevölkerung
Die Anzahl der Einwohner bezieht sich auf die Stadt Buchen sowie deren Stadtteile.
| Einwohner | 7.107  | 8.270  | 8.841  | 8.565  | 7.892  | 8.372  | 8.177  | 12.486 | 12.133 | 14.100 | 14.100 |  |  |  |
|           |        |        |        |        |        |        |        |        |        |        |        |  |  |  |
| Jahr      | 2008   | 2014   | 2015   | 2016   | 2017   | 2018   | 2019   | 2020   | 2021   |        |        |  |  |  |
| Einwohner | 18.495 | 17.571 | 17.704 | 17.922 | 17.851 | 17.796 | 17.772 | 17.773 | 17.756 |        |        |  |  |  |

### Stadtgliederung

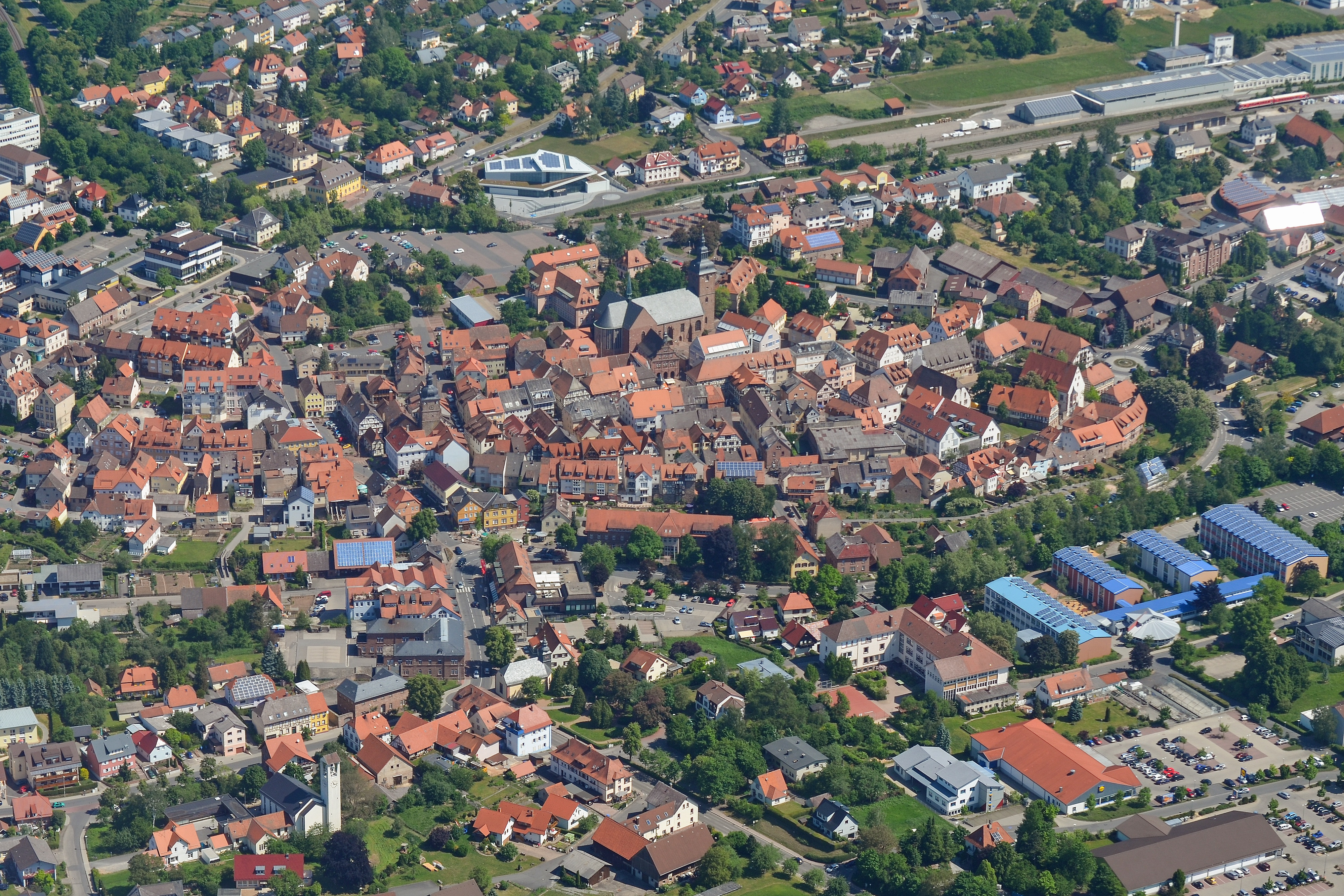
Stadtzentrum, Luftbild 2012

Die Gemeinde Buchen (Odenwald) besteht aus den 14 Stadtteilen Bödigheim, Buchen-Stadt, Eberstadt, Einbach, Götzingen, Hainstadt, Hettigenbeuern, Hettingen, Hollerbach, Oberneudorf, Rinschheim, Stürzenhardt, Unterneudorf und Waldhausen. Die Stadtteile sind räumlich identisch mit den früheren Gemeinden gleichen Namens, mit Ausnahme des Stadtteils Buchen-Stadt erfolgt ihre offizielle Benennung in der Form „Buchen (Odenwald) – …“.
- Zu Buchen-Stadt zählen die Wohnplätze Am Weidenbaum, Hainstadter Mühle, Mittelmühle und Siedlung Am Kaltenberg.
- Zum Stadtteil Bödigheim gehören die Höfe Faustenhof, Griechelternhöfe, Siedlungshöfe Hohlenstein, Roßhof und Sechelseehöfe sowie das Haus Sägmühle.
- Zum Stadtteil Einbach gehört das Gehöft Einbacher Mühle.
- Zum Stadtteil Hettingen gehört die Hollerstocksiedlung.
- Zum Stadtteil Unterneudorf gehört das Haus Unterneudorfer Mühle.
- Zum Stadtteil Waldhausen gehört das Gehöft Glashof.

Im Stadtteil Eberstadt liegen die Wüstungen Klarenhof und Reinstadt, im Stadtteil Götzingen die Wüstungen Rönningen und Buklingen.

### Klimatabelle
|                        | Jan  | Feb  | Mär  | Apr  | Mai  | Jun  | Jul  | Aug  | Sep  | Okt  | Nov | Dez  |   |      |
| Mittl. Temperatur (°C) | 0,2  | 0,5  | 4,4  | 9,4  | 13,1 | 16,6 | 18,9 | 17,8 | 13,5 | 8,8  | 4,9 | 1,6  | ⌀ | 9,2  |
| Mittl. Tagesmax. (°C)  | 3,0  | 3,9  | 10,0 | 15,7 | 19,2 | 22,7 | 25,4 | 24,5 | 19,6 | 13,7 | 8,3 | 4,3  | ⌀ | 14,2 |
| Mittl. Tagesmin. (°C)  | −2,9 | −3,0 | −0,8 | 2,5  | 6,6  | 10,2 | 12,2 | 11,4 | 7,9  | 4,2  | 1,6 | −1,4 | ⌀ | 4,1  |
|                        |      |      |      |      |      |      |      |      |      |      |     |      |   |      |
| Niederschlag (mm)      | 74   | 47   | 44   | 39   | 66   | 63   | 72   | 70   | 48   | 53   | 59  | 88   | Σ | 723  |

| −2,9 |

| −3,0 |

| −0,8 |

| 2,5 |

| 6,6 |

| 10,2 |

| 12,2 |

| 11,4 |

| 7,9 |

| 4,2 |

| 1,6 |

| −1,4 |

| −2,9 |

| −3,0 |

| −0,8 |

| 2,5 |

| 6,6 |

| 10,2 |

| 12,2 |

| 11,4 |

| 7,9 |

| 4,2 |

| 1,6 |

| −1,4 |

| N i e d e r s c h l a g | 74  | 47  | 44  | 39  | 66  | 63  | 72  | 70  | 48  | 53  | 59  | 88  |
|                         | Jan | Feb | Mär | Apr | Mai | Jun | Jul | Aug | Sep | Okt | Nov | Dez |

Daten für den Zeitraum von 2008 bis 2018

## Geschichte

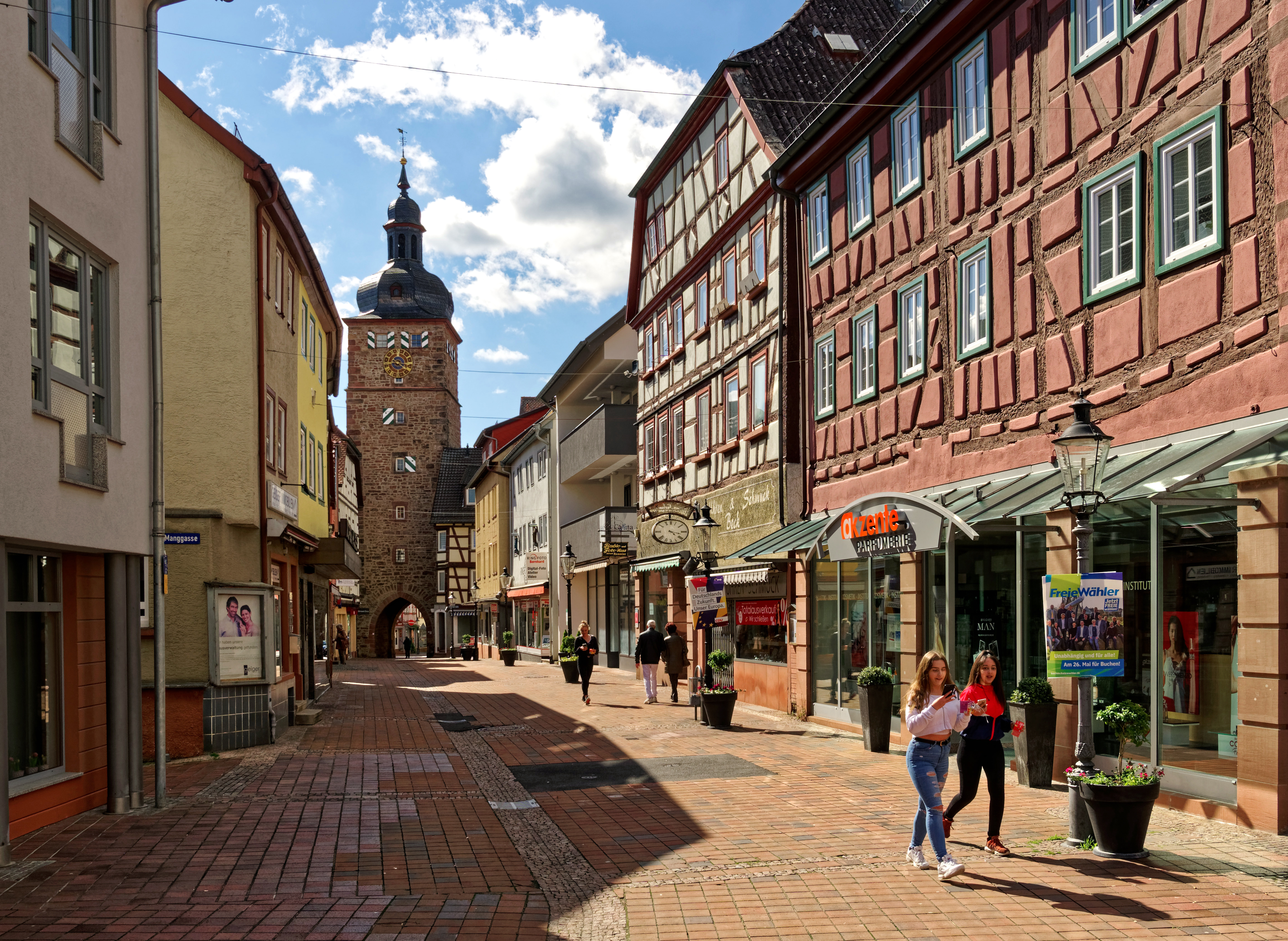
Blick zum Mainzer Tor, dem Stadtturm.

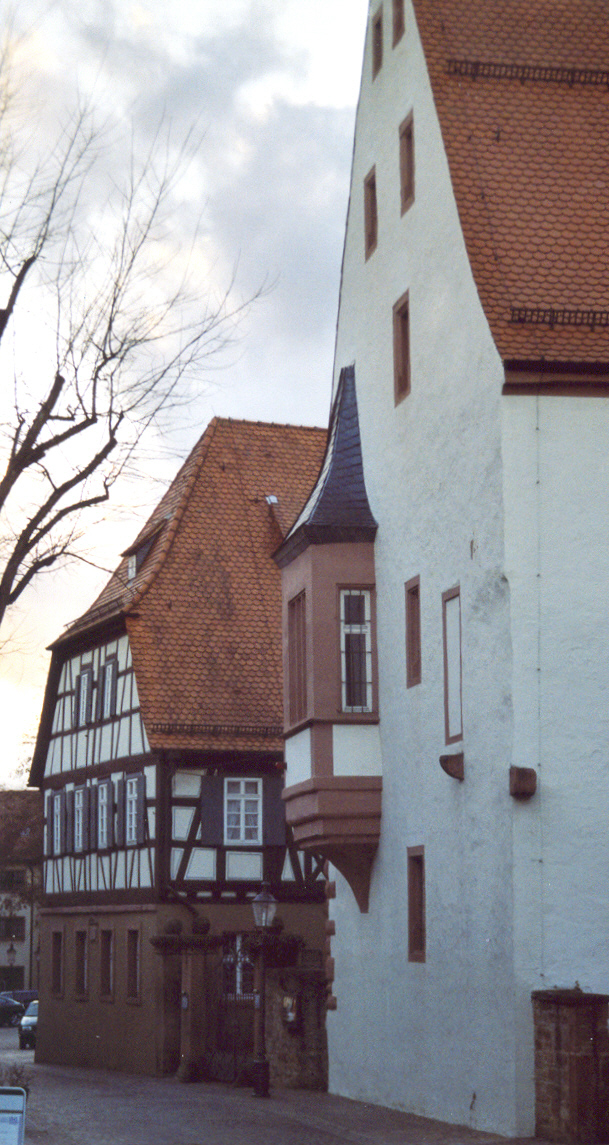
Museumshof (Außenseite)

Buchen wurde 773/774 im Lorscher Codex, dem Urkundenbuch des Klosters Lorsch, anlässlich einer Schenkung an das Kloster als Bucheim erstmals erwähnt. Weitere Schenkungen folgten. Der Ort war bereits in vorgeschichtlicher Zeit und während der Zeit der Römer besiedelt. Etwa fünf Kilometer östlich verlief der sogenannte „Vordere Limes“ des Obergermanisch-Rätischen Limes. Es stand zur Zeit der Karolinger unter dem Einfluss des Klosters Amorbach, dessen Vögte, die Herren von Dürn, die Gerichtsbarkeit und Vogteirechte an Buchen erlangten. Während der Zeit der Stammesherzogtümer lag der Ort im Herzogtum Franken. In der zweiten Hälfte des 13. Jahrhunderts erhielt der Ort die Stadtrechte verliehen, 1280 wurde Buchen erstmals urkundlich als Stadt bezeichnet. Beim Niedergang der Herren von Dürn wurde Buchen 1303/09 an Kurmainz verkauft und verblieb dort 500 Jahre lang. 1346 bildete Buchen mit Amorbach, Aschaffenburg, Dieburg, Külsheim, Miltenberg, Seligenstadt, Tauberbischofsheim und Walldürn den Neunstädtebund.
1382 scheiterte Kurfürst Ruprecht I. beim Versuch, die Stadt während eines Streits mit Kurmainz zu brechen. Die wehrhafte mittelalterliche Stadtbefestigung wurde um 1490 nochmals verstärkt und umschloss nunmehr auch die westlich gelegene Vorstadt. Ebenfalls 1490 wurde der Wartturm errichtet bzw. erneuert. Aus dem Jahr 1493 stammt der sogenannte Steinerne Bau als Sitz des kurmainzischen Amtmanns. Die Stadt hatte früh große Bedeutung als Marktstadt. Neben den vier großen Jahrmärkten (Fastnachtsmarkt, Maimarkt, Jakobimarkt und Martinimarkt) waren insbesondere die Garn-, Tuch- und Roßmärkte sowie der jeden Montag abgehaltene Wochenmarkt bekannt.
Im Bauernkrieg 1525 wurde Götz von Berlichingen im Hof des Steinernen Hauses (heute Museumshof) gegen seinen Willen zum Hauptmann des Bauernhaufens verpflichtet. Nach der Niederlage der Bauern wurde der Neunstädtebund von der Landesherrschaft faktisch aufgelöst, und Buchen verlor sein Selbstverwaltungsrecht.
Im Dreißigjährigen Krieg wurde der Ort zunächst von den Schweden erobert. Diese mussten aber um 1634 kaiserlichen Truppen weichen. 1635 brach eine Pestepidemie aus, der 369 Einwohner aus der Stadt sowie viele Bewohner der umliegenden Ortschaften zum Opfer fielen. Die Bürger gelobten, künftig jährlich den Festtag des Hl. Rochus (16. August) mit einem Gottesdienst und einer feierlichen Prozession durch die Stadt zu begehen. Dieses Gelübde wurde im Typhuswinter 1942/43 erneuert und wird bis heute gehalten. Im Pfälzischen Erbfolgekrieg suchten 1688 französische Truppen die Stadt heim und zerstörten einen Teil der Stadtbefestigung. Durch Blitzschlag kam es 1717 in der Kernstadt zu einem neuerlichen katastrophalen Stadtbrand, dem etwa die Hälfte der Gebäude zum Opfer fielen, darunter auch das alte Rathaus und der Dachstuhl der Kirche.
1803 wurde Buchen nach Auflösung des Kurfürstentums Mainz im Rahmen des Reichsdeputationshauptschlusses dem durch Order von Napoleon umgesiedelten Fürstentum Leiningen zugeordnet, 1806 dann dem Großherzogtum Baden. 1815 wurden drei der Stadttürme abgerissen, lediglich der westliche Torturm (Mainzer Tor) blieb erhalten. Die Badische Revolution von 1848/49 fand auch in Buchen Unterstützung.
Bereits in kurmainzischer Zeit war Buchen Sitz eines Amtes. Diese Stellung als Verwaltungsmittelpunkt behielt die Stadt auch unter leiningscher und badischer Herrschaft. 1938 wurde aus dem Bezirksamt Buchen der Landkreis Buchen.
In der sogenannten Reichspogromnacht 1938 wurden die Synagogen in Buchen und Bödigheim geschändet. Bei den folgenden Deportationen vor allem nach Gurs kamen von den 1933 in Buchen lebenden 34 Einwohnern jüdischen Glaubens mindestens 13 ums Leben. Der ehemalige Verbandsfriedhof in Bödigheim ist heute noch Zeuge des früheren jüdischen Gemeindelebens im näheren, stark katholisch geprägten Umkreis.
Im Rahmen der Kreisreform 1973 wurde der Landkreis Buchen aufgelöst und die Stadt in den neuen Neckar-Odenwald-Kreis eingegliedert. Am 1. Dezember 1971 wurde Stürzenhardt nach Buchen (Odenwald) eingemeindet. Am 1. Dezember 1972 kam Unterneudorf hinzu. Die Gemeinden Bödigheim, Einbach, Oberneudorf und Waldhausen wurden am 31. Dezember 1973 eingegliedert. Die heutige Stadt wurde am 1. Oktober 1974 durch die Vereinigung der Stadt Buchen (Odenwald) und der Gemeinden Götzingen, Hainstadt, Hettigenbeuern und Hettingen neu gebildet. Rinschheim kam am selben Tag hinzu. Am 1. Januar 1975 erfolgten die Eingemeindungen von Eberstadt und Hollerbach.
1986 fanden in Buchen die Heimattage Baden-Württemberg statt.

## Politik

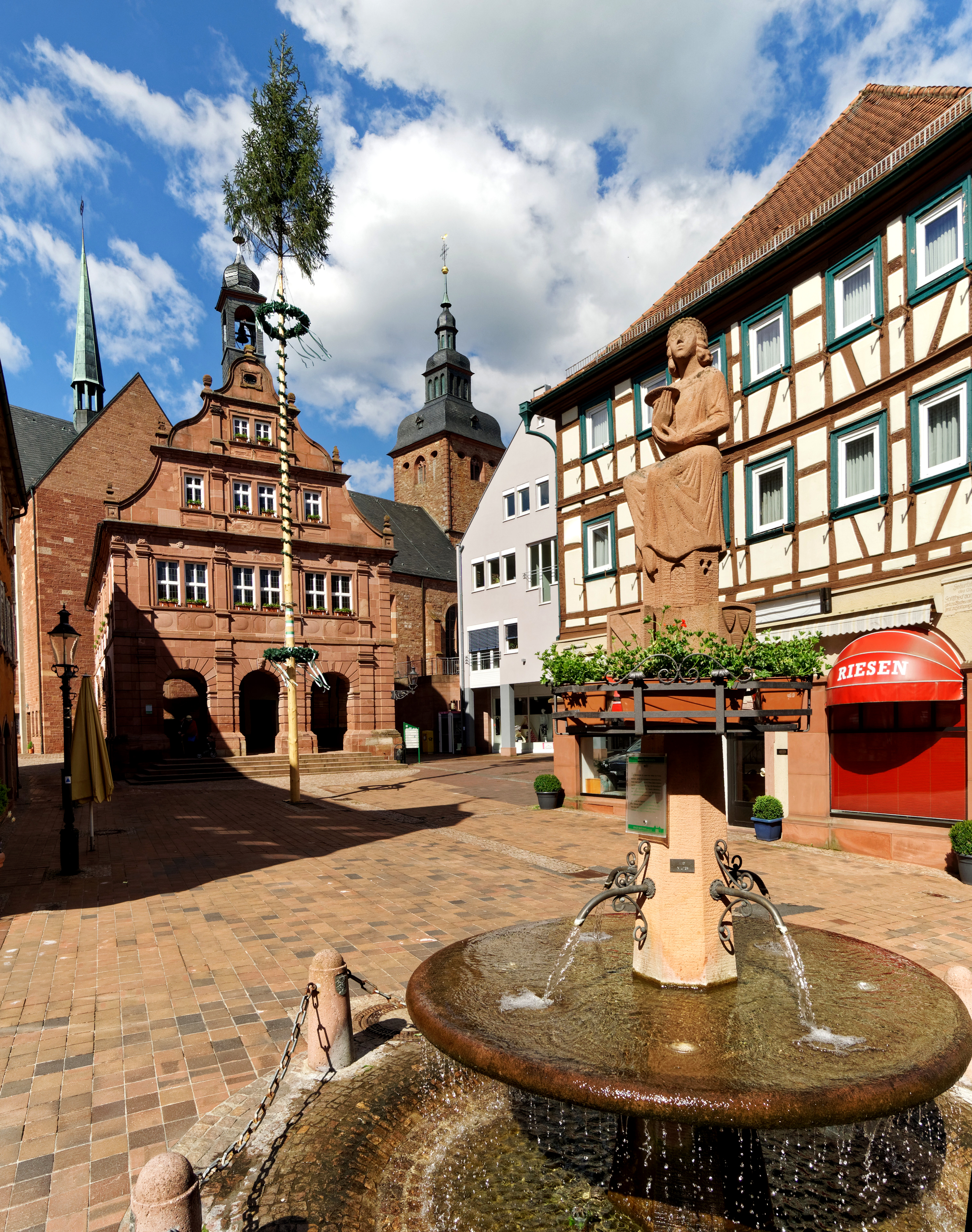
Blick von der Marktstraße zum alten Rathaus.

### Gemeinderat
Der Gemeinderat hat normalerweise 26 ehrenamtliche Mitglieder, die für fünf Jahre gewählt werden. Die Gemeinderäte führen die Bezeichnung Stadtrat. Häufig erhöht sich die Zahl der Mitglieder durch Ausgleichssitze (gesamt 2019: 33 Sitze; 2014: 31). Hinzu kommt der Bürgermeister als stimmberechtigter Gemeinderatsvorsitzender.
Dabei garantiert die Unechte Teilortswahl den Ortsteilen eine festgelegte Anzahl von Sitzen: Aus dem Hauptort Buchen (mit Hollerbach) kommen mindestens zehn, aus Hettingen mindestens drei, aus Götzingen und Hainstadt jeweils mindestens zwei Räte, und aus Bödigheim, Eberstadt, Einbach, Hettigenbeuern, Oberneudorf, Rinschheim, Stürzenhardt, Unterneudorf und Waldhausen kommt jeweils mindestens ein Gemeinderat.
Die Kommunalwahl 2024 führte zu folgendem Ergebnis (mit Vergleichszahlen voriger Wahlen):
| Gemeinderat 2024 | Gemeinderat 2024 | Gemeinderat 2024 | Vorige Wahlen    | Vorige Wahlen    |
| ---------------- | ---------------- | ---------------- | ---------------- | ---------------- |
| Partei / Liste   | Stimmenanteil    | Sitze            | 2019             | 2014             |
| CDU              | 44,2 %           | 15               | 52,4 %, 18 Sitze | 59,8 %, 18 Sitze |
| FW               | 25,0 %           | 8                | 24,0 %, 8 Sitze  | 24,6 %, 8 Sitze  |
| SPD/Grün-Links*  | 11,6 %           | 4                | 19,4 %, 6 Sitze  | –                |
| Grüne            | 10,1 %           | 3                | –                | –                |
| AfD              | 9,1 %            | 3                | 3,3 %, 1 Sitz    | –                |
| Wahlbeteiligung  | 59,83 %          | 59,83 %          | 58,2 %           | 47,0 %           |

* 2024 ohne Grün-Links
Die Ortsteile bilden 13 Wohnbezirke im Sinne der baden-württembergischen Gemeindeordnung, wobei die Ortsteile Buchen-Stadt und Hollerbach zu einem Wohnbezirk zusammengefasst sind. Abgesehen von diesem Hauptort sind in den anderen 12 Stadtteilen Ortschaften im Sinne der baden-württembergischen Gemeindeordnung eingerichtet, mit jeweils einem Ortschaftsrat und einem Ortsvorsteher als Vorsitzendem.

### Bürgermeister
Seit Februar 2006 ist Roland Burger (CDU) der Bürgermeister der Stadt Buchen. Zuvor (seit Februar 1991) war er Bürgermeister der Stadt Osterburken. Der frühere Bürgermeister Achim Brötel wurde Landrat des Neckar-Odenwald-Kreises.

### Wappen
Die Blasonierung des Wappens lautet: „In silber auf grünem Dreiberg, auf dessen äußeren Kuppe je ein auswärts geneigter grüner Zweig, eine grüne Buche, deren Stamm beheftet mit einem gelehnten roten Schild, darin ein sechsspeichiges silbernes Rad.“ Dabei handelt es sich um das Mainzer Rad.
Wappen der ehemaligen Gemeinden

Buchen
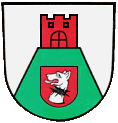
Bödigheim
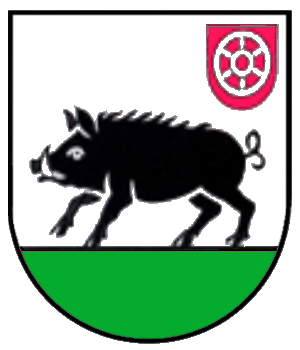
Eberstadt
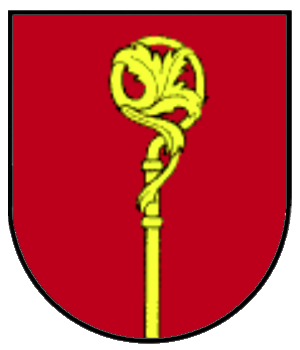
Einbach
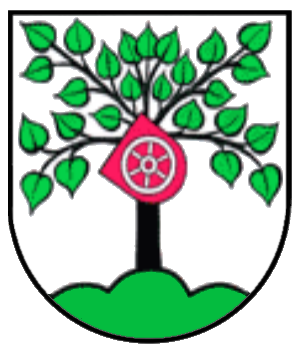
Götzingen
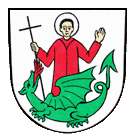
Hainstadt
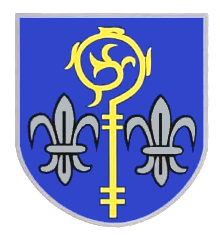
Hettingen
Hettigenbeuern
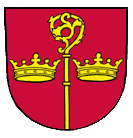
Hollerbach
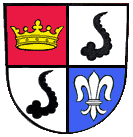
Oberneudorf
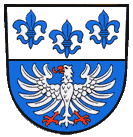
Rinschheim
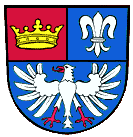
Stürzenhardt
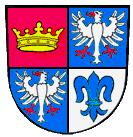
Unterneudorf
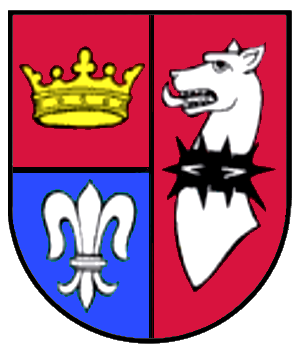
Waldhausen

## Wirtschaft und Infrastruktur
Buchen hat als Mittelzentrum zwischen Neckar und Main eine Wirtschaftsstruktur aus Produktion, Handel, Handwerk und Dienstleistungen aufgebaut und in mehreren Gewerbegebieten angesiedelt. Fast die Hälfte der 7000 sozialversicherungspflichtigen Beschäftigten arbeiten im produzierenden Gewerbe, der Rest überwiegend im Dienstleistungsbereich und Verwaltung.

### Ansässige Unternehmen
Die industrielle Entwicklung beschränkte sich traditionell auf die regionalen Rohstoffe Holz, Stein und Ton und bestand in kleineren Sägewerken, Ziegelfabriken und Mühlen. Erst nach dem Zweiten Weltkrieg setzte eine kontinuierliche Ansiedlung industrieller Betriebe ein, die auch staatlich gefördert wurde. Unterstützend war dabei der Zuzug zahlreicher sudetendeutscher Heimatvertriebener, die Qualifikationen im Bereich Metall- und Kunststoffverarbeitung besaßen. Inzwischen hat sich die Stadt zu einem Standort mit typischer mittelständischer Industrie und über 3000 industriellen Arbeitsplätzen entwickelt.
Die Sitz- und Liegemöbelfabrik Franz Fertig besteht seit 120 Jahren und ist auf hochwertige Verwandlungsmöbel im Wohn- und Schlafbereich spezialisiert. Inzwischen werden auch Kreuzfahrtschiffe u. a. der AIDA Cruises ausgestattet.
Die Braas GmbH produziert im Stadtteil Hainstadt in einem Zweigwerk Tondachziegel. In einer strategischen Allianz wurde im Jahre 1990 das seit Jahrzehnten bestehende Familienunternehmen RuppKeramik eingegliedert, weil dieses Unternehmen einen hervorragenden Ton als Rohstoff zur Verfügung hat und die Braas Gruppe damit im Bereich Tondachziegel aktiv werden konnte.
Der Müsliproduzent Seitenbacher hat in Buchen seinen Sitz.

### Krankenhaus Buchen
Vor Ort ist das ehemalige Kreiskrankenhaus Buchen, heute Teil der Neckar-Odenwald-Kliniken.
Daneben existieren mehrere Altenheime. In Buchen gab es eine der ersten Wohnanlagen bundesweit nach dem Modell des betreuten Wohnens.

### Verkehr

#### Fernstraßen
Buchen ist über die Bundesautobahn 81, Ausfahrt Osterburken, Landstraße (von Süden) oder Ausfahrt Tauberbischofsheim, Bundesstraße 27 (von Norden) her sowie über die A 6, Ausfahrt Sinsheim, B 292 und B 27 (von Südwesten) zu erreichen.

#### Bahnverkehr
Der Bahnhof Buchen (Odenw) liegt an der Bahnstrecke Seckach–Miltenberg (KBS 784, auch Madonnenlandbahn genannt), die in Buchen Ost einen weiteren Haltepunkt hat. Sie wird von der Westfrankenbahn betrieben. Den sonstigen ÖPNV nehmen Busse im Verkehrsverbund Rhein-Neckar wahr.

#### Radverkehr
Durch eine Alltagsroute aus dem Radnetz Baden-Württemberg ist Buchen über Walldürn und Hardheim mit Tauberbischofsheim und in der anderen Richtung über den Stadtteil Bödigheim und über Seckach und Adelsheim mit Möckmühl verbunden. 
Durch das Stadtgebiet führen folgende Radfernwege:
- Der 225 km lange 3-Länder-Radweg führt als Rundweg durch das Dreiländereck von Hessen, Baden-Württemberg und Bayern. Entlang von Mümling, Neckar und Main erkundet die Route den Odenwald.
- Der Odenwald-Madonnen-Radweg führt durch den Odenwald, das Neckartal und die Rheinebene. Er beginnt in Tauberbischofsheim und führt über Walldürn, Buchen, Mudau, Mosbach und Heidelberg nach Speyer.
- Der Main-Tauber-Fränkische Rad-Achter
- Der Skulpturenradweg

Durch die Stadtteile Rinschheim und Götzingen:
- Der Deutsche Limes-Radweg führt über 818 Kilometer von Bad Hönningen durch Westerwald, Taunus und Odenwald nach Regensburg und orientiert sich am historischen Verlauf des Obergermanisch-Raetischen Limes.

#### Flugverkehr
Der Flughafen Stuttgart und der Flughafen Frankfurt Main sind jeweils etwa 100 km entfernt. Der nächste Landeplatz ist der Flugplatz Walldürn. Der nächstgelegene Binnenhafen ist der Mainhafen in Wertheim.

### Behörden, Gerichte und Einrichtungen
Das Amtsgericht Buchen (Odenwald) gehört zum Landgerichtsbezirk Mosbach. In Buchen-Hainstadt befindet sich das Regionalbüro Odenwald-Tauber des Erzbistums Freiburg, zu dem die Dekanate Mosbach-Buchen und Tauberbischofsheim gehören.

### Bildungseinrichtungen
In Buchen gibt es zahlreiche Schulen (16), zu denen täglich viele Schüler in die ehemalige Kreisstadt pendeln. Buchen hat eine gewerbliche berufliche Schule mit Gymnasium für die Fachrichtungen Mechatronik, Informationstechnik und Technik und Management (Zentralgewerbeschule Buchen), ein allgemeinbildendes Gymnasium (Burghardt-Gymnasium Buchen), eine kath. Fachschule für Sozialpädagogik (in Trägerschaft der Erzdiözese Freiburg), eine Hauswirtschaftsschule mit Sozialwissenschaftlichem Gymnasium (Helene-Weber-Schule Buchen), eine Realschule (Abt-Bessel-Realschule), eine Gemeinschaftsschule (Karl-Trunzer-Schule) und mehrere Grund- und Werkrealschulen. Daneben gibt es in Buchen drei Sonderpädagogische Bildungs- und Beratungszentren mit den Förderschwerpunkten Sprache (Otfried-Preußler-Schule), Lernen (Meister-Eckehart-Schule) und geistige Entwicklung (Alois-Wissmann-Schule), sowie einen Schulkindergarten für körper-, geistig- und sprachbehinderte Kinder.

### Medien

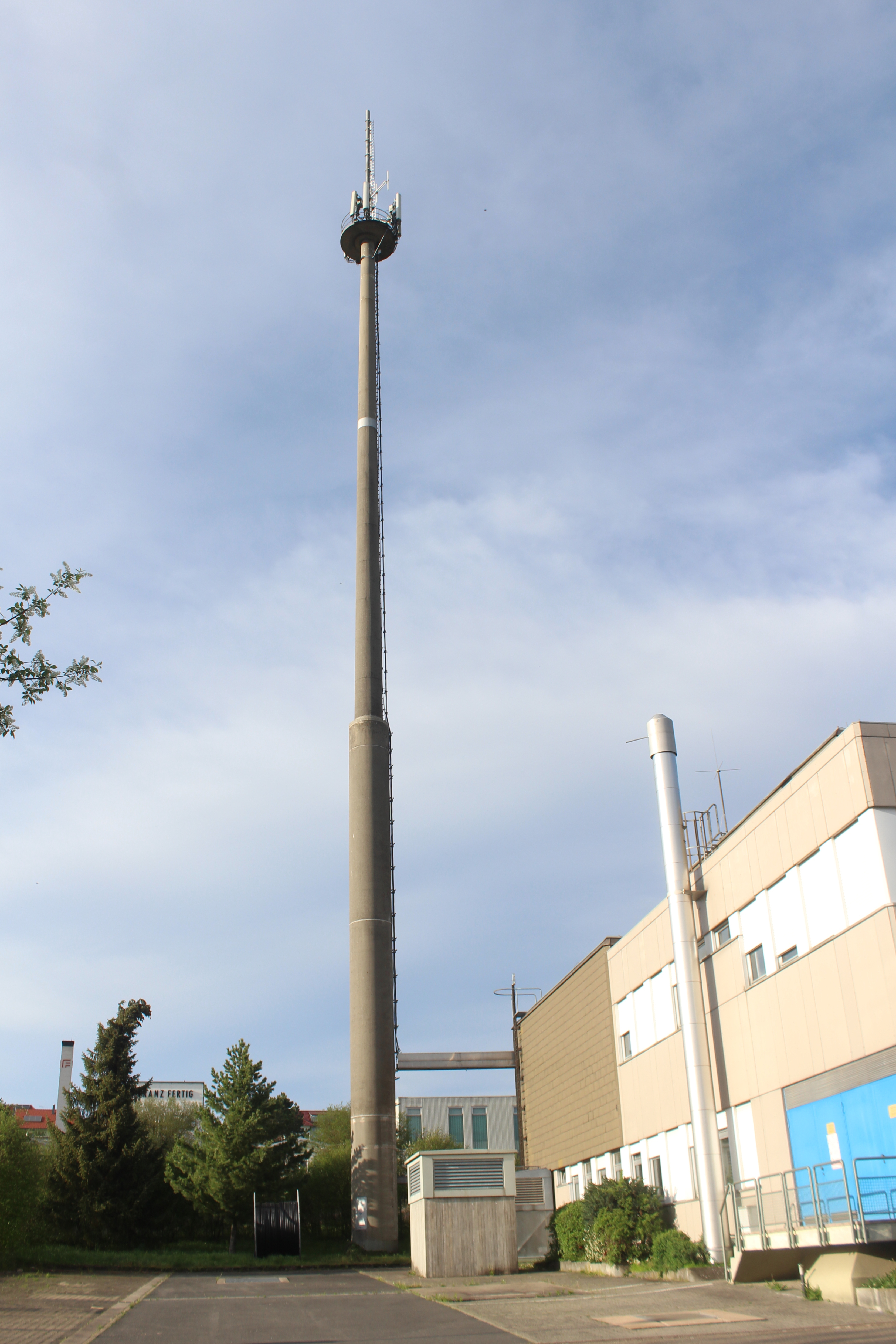
Sendeturm in der Hettinger Straße

Die Fränkischen Nachrichten und die Rhein-Neckar-Zeitung unterhalten Redaktionen in der Stadt.
In Buchen besteht ein Korrespondentenbüro des Südwestrundfunks und seit 1951 im Nordosten der Stadt an der Walldürner Straße eine Sendeanlage des Südwestrundfunks (Sender Buchen-Walldürn).
Von einem Betonturm in der Hettinger Straße wird das Programm von „Radio Regenbogen“ auf 104,6 MHz mit 25 W ERP gesendet.

### Gesundheitseinrichtungen
Das Krankenhaus der Neckar-Odenwald-Kliniken ist regionale Versorgungseinrichtung. Eine Rettungswache des DRK-Kreisverbandes Buchen mit Notarztstandort stellt die notfallmedizinische Versorgung sicher. Die Stadt hat ein Feuerwehrhaus, in der die Freiwillige Feuerwehr Buchen untergebracht ist, die als Stützpunktfeuerwehr auch oft zur Überlandhilfe ausrückt.

## Kultur und Sehenswürdigkeiten
Buchen liegt an der Siegfriedstraße, die an vielen Sehenswürdigkeiten vorbeiführt. Die Stadt liegt mit dem Kleinkastell im Stadtteil Hettingen zudem an der Deutschen Limesstraße bzw. am UNESCO-Welterbe Obergermanisch-Rätischer Limes. Die Tropfsteinhöhle Eberstadt ist das südöstliche Eingangstor des UNESCO Geoparks Bergstraße-Odenwald.

### Theater
- Aufführungen der Badischen Landesbühne
- Konzertreihe „Buchen in concert“

### Museen und kulturelle Einrichtungen
- Bezirksmuseum Buchen mit Joseph-Martin-Kraus-Gedenkstätte (in der ehemaligen Kurmainzischen Kellerei), Gründer und Träger ist der Verein Bezirksmuseum Buchen
- Bücherei des Judentums im ehemaligen Beginenklösterle
- Gedenkstätte ehemalige Synagoge
- Gedenktafel für die Opfer des Faschismus am jüdischen Friedhof Bödigheim, das die Namen von acht Opfern der Shoa aus Kleineicholzheim trägt
- Gedenktafel in der Vorstadtstraße 35 an für die in der NS-Zeit zerstörte Synagoge[14]
- Hermann-Cohen-Akademie für Religion, Wissenschaft und Kunst
- Internationale Joseph-Martin-Kraus-Gesellschaft (zum Werk des Komponisten J. M. Kraus, 1756–1792)
- Kulturforum Vis-à-Vis, u. a. mit Ausstellungen des Kunstvereins Neckar-Odenwald
- Stadtarchiv in der ehemaligen Zehntscheune
- Stadtbücherei
- Städtische Heimatbücherei „Zwischen Neckar und Main“
- Städtische Joseph-Martin-Kraus-Musikschule, Obergasse 1
- Volkshochschule

### Eberstadter Tropfsteinhöhle
Die ein bis zwei Millionen Jahre alte und 600 Meter lange Tropfsteinhöhle liegt etwa 5 km südsüdöstlich der Stadtmitte. Sie wird seit 1973 als Schauhöhle touristisch genutzt und ist Teil des Geo-Naturparks Bergstraße-Odenwald. In ihr gibt es reichen Tropfsteinschmuck, sehr schlanke wie sehr gedrungen-kegelige Bodentropfsteine, Sinterfahnen, Sinterterrassen und Kristalle. Da die Höhle nach der Entdeckung sofort verschlossen wurde und Führungen von Beginn an bei elektrischem Licht stattfanden, sind die Tropfsteine noch überwiegend kalkweiß, während bei den meisten älteren deutschen Schauhöhlen die frühere Beleuchtung mit Kerzen und Fackeln die Tropfsteine eingeschwärzt hat.

### Kulturdenkmale

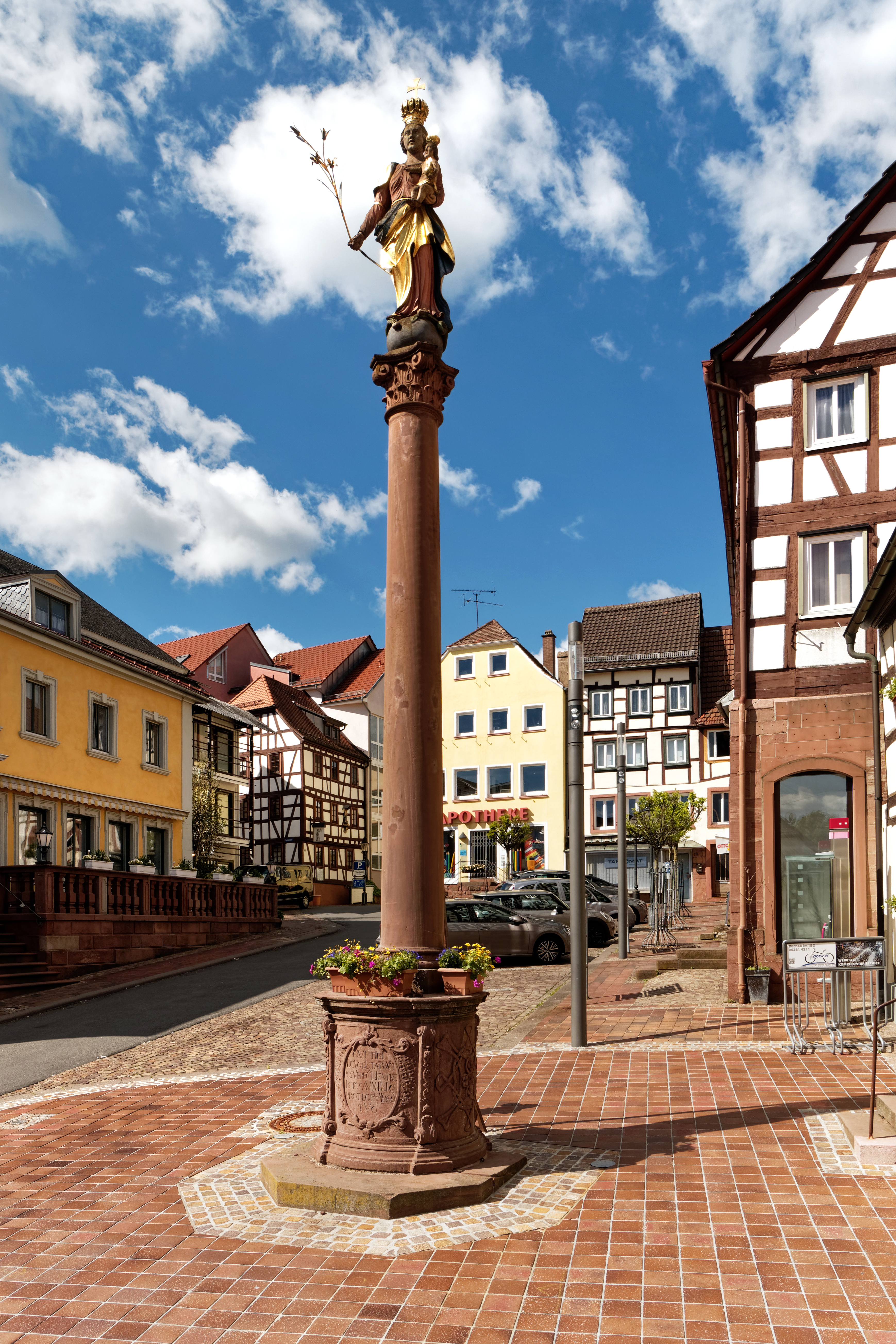
Mariensäule

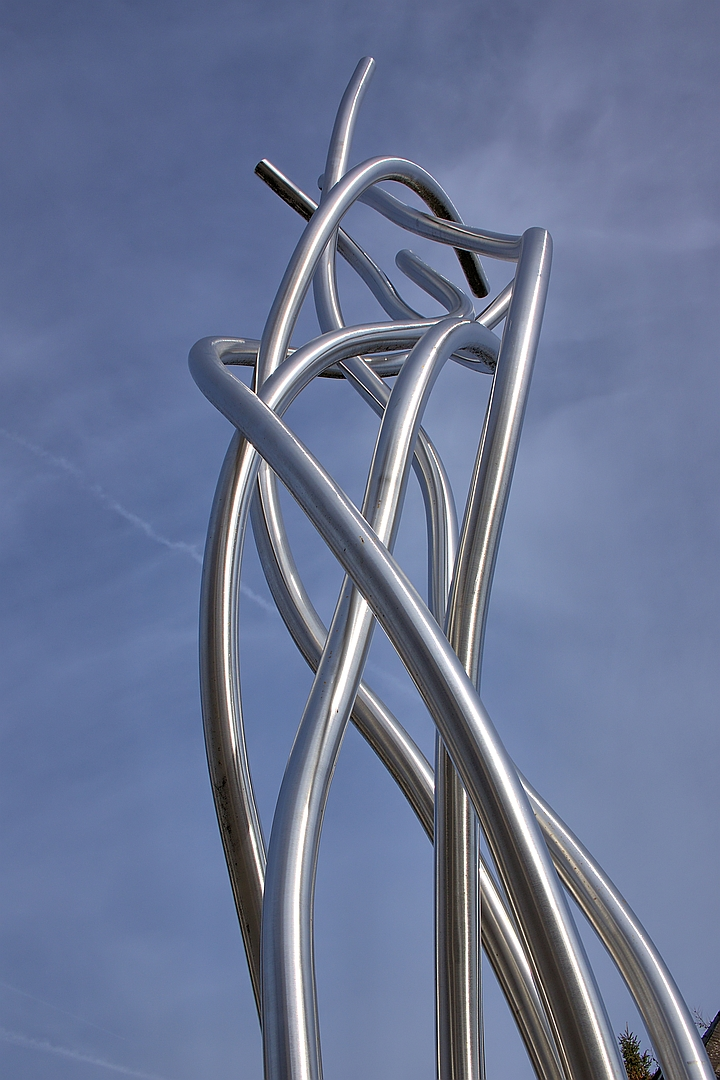
Skulptur Aufstrebende Kräfte (2008) von Gertrude Reum

- Der römische Obergermanisch-Raetische Limes, größtes Bodendenkmal Europas, verläuft am Ostrand des Stadtgebiets von Walldürn im Norden durch Buchener Gemarkung in Richtung Osterburken im Süden. Der Limes, 500 km langer Schutzwall der Römer gegen Alemannen und andere Germanenstämme im unbesetzten Germanien, der von Rheinbrohl am Mittelrhein bis zur Donau führt, wurde von ihnen bis ungefähr 260 n. Chr. gehalten.
- Der Anbau zum Hotel Prinz Carl von 1967, eines der ursprünglichen Bauwerke des Architekten Egon Eiermann, in dem die von ihm entworfenen Zimmer und Einrichtungen noch heute in Verwendung sind, zählt zur klassischen Moderne.
- Im heutigen Ortsteil Bödigheim errichtete im Jahr 1286 der Ritter Wiprecht Rüdt eine Burg, die Ende des 16. Jahrhunderts um einen Renaissance-Palas erweitert wurde. 1712 bis 1720 wurde das neue Rüdt von Collenberg’sche Schloss von Johann Jakob Rischer in Bödigheim erbaut.
- Reste einer jüdischen Mikwe in Bödigheim
- Altes Rathaus, Hallen-Rathaus in der Kernaltstadt
- Wartturm auf dem Wartberg, etwa 1 km südöstlich der Stadtmitte
- Mariensäule, errichtet 1754
- Die Flurkapelle in Bödigheim wurde 2009 von Architekturstudenten des Illinois Institute of Technology gebaut. Wegen seiner außergewöhnlichen Architektur wurde das Bauwerk im Jahr 2010 vom American Institute of Architects ausgezeichnet.[15]
- Stadtpfarrkirche St. Oswald
- Altes Pfarrhaus

### Regelmäßige Veranstaltungen
- Die „Buchener Faschenacht“ mit über 500-jähriger Tradition zieht jedes Jahr Tausende von Besuchern auch von außerhalb der Region an. Beim jährlichen Faschenachtsumzug wird dem Buchener Blecker, einer aus dem Mittelalter stammenden Symbolfigur, pflichtgemäß das Hinterteil geküsst.
- Goldener Mai mit Buchener Jazz Night am Samstag des ersten Maiwochenendes.
- Vorsommerfest mit Blasmusik im Museumshof an einem Wochenende Mitte Juni, mit Kellerbar („Zeitmaschine“) am Samstag. Veranstalter sind die Stadtkapelle und der katholische Kirchenchor.
- Buchener Open-Air-Kino im Hof der Stadtwerke Buchen. Immer Ende Juli/Anfang August.
- Schützenmarkt, ein traditionelles Volksfest in der ersten Septemberwoche jeden Jahres mit Verkaufs- und Vergnügungsmarkt.
- Weihnachtsmarkt (1. Dezemberwochenende, Donnerstag/Freitag bis Sonntag)

### Vereine
Die Stadt und ihre Gemeinden haben ein reges Vereinsleben, das über eine Datenbank abzufragen ist (siehe Weblinks).

## Telefonvorwahlen
In der Stadt gilt die Vorwahl 06281. Abweichend hiervon sind Stürzenhardt über 06284, Hettigenbeuren über 06286, Einbach und Waldhausen über 06287 sowie Eberstadt und Bödigheim über 06292 zu erreichen.

## Besonderes
Im Juli 2016 eröffnete in Buchen eine von deutschlandweit 19 alla hopp!-Anlagen. Die Anlage umfasst Bewegungsparcours, Spiel- und Bewegungsplatz für jedes Alter.
Im Oktober 2020 ernannte der Mannheimer Radiosender Regenbogen Zwei die Stadt Buchen nach einem Online-Voting zur offiziellen „Regenbogen Zwei Rock-City 2020“. Sie gewann mit über 5.000 von 12.000 Stimmen vor den Städten Finkenbach (Oberzent) und Speyer.